# Schloßberg (Neuhaus an der Eger)
Der Schloßberg (587 m ü. NN) liegt unmittelbar nordwestlich von Neuhaus an der Eger, einem Gemeindeteil von Hohenberg an der Eger im Landkreis Wunsiedel im Fichtelgebirge (Nordostbayern). Bekannt ist der Berg durch seine Geologie, die frühere Basaltgewinnung und eine ehemalige Burganlage.

## Geologie
Es handelt sich beim Schloßberg um ein tertiäres Eruptivgestein, das zu einer Vulkanzone gehört, die von Tschechien über Karlsbad und Eger nach Nordostbayern hereinreicht. Die weltweite Alpenauffaltung löste tektonische Bewegungen aus und im Gestein brachen viele Spalten und Klüfte ein. Aus dem Erdinnern drang glutflüssiges Magma in die Bruchstellen ein (Basaltvulkanismus). Auf dem Weg nach oben erstarrte der Schmelzfluss zu basaltischen Gängen, wobei sich oft prächtige Säulenbildungen ergaben. In den folgenden Jahrmillionen wurden die Deckschichten durch Erosion abgetragen und so die härteren Basaltbildungen freigelegt, die nun wie beim Schloßberg in der Landschaft als Lavadecken oder Kegelberge (Vulkanschlote) erscheinen. Die Basaltvorkommen dienten der Gewinnung von hochwertigem Schotter und Splitt. Der Steinbruch ist ein geschütztes Naturdenkmal und völlig zugewachsen.